# Peperomia dolabella
Peperomia dolabella là một loài thực vật có hoa trong họ Hồ tiêu. Loài này được Rauh & Kimnach miêu tả khoa học đầu tiên năm 1987.